# Cruzada del Rosario en Familia
La Cruzada del Rosario en Familia es una campaña mundial que acabó convirtiéndose en un movimiento católico, que fue fundada por Patrick Peyton, un sacerdote irlandés-estadounidense que está siendo considerado para la santidad por la el Vaticano. El empeño vino a ser una misión personal para emprender la promoción del rezo del rosario por parte de las familias como medio para unirlas.  
El objetivo de la campaña es promover el rezo del rosario por parte de las familias. Peyton creía que juntos como familia, rezando el rosario al unísono, la familia se une ante Cristo y se acerca a Dios.

## Historia
Patrick Peyton nació en el seno de una familia  católica irlandesa, en una época de dificultades en los primeros años del siglo XX. Su familia era de agricultores católicos, que rezaban juntos el rosario como práctica habitual. De niño, Peyton tenía inclinaciones para seguir la vocación de sacerdote. Debido a la pobreza y a la necesidad de ayudar a su familia a ganarse la vida, esa búsqueda no fructificó hasta que ya tenía veinte años como inmigrante en los Estados Unidos.[cita requerida]
Peyton ingresó en el Seminario Moreau de la Universidad de Notre Dame en Indiana. En 1941 supo que tenía tuberculosis. Se sumergió en la meditación mientras rezaba el rosario. Unos meses después, los médicos descubrieron que la tuberculosis había desaparecido. Peyton atribuyó su curación a la intercesión de la Santísima Virgen María.
Peyton se apasionó por el bienestar espiritual de las familias, especialmente de las que vivían en la miseria y que se vieron afectadas por la Gran Depresión.[cita requerida]

## Labor durante su vida

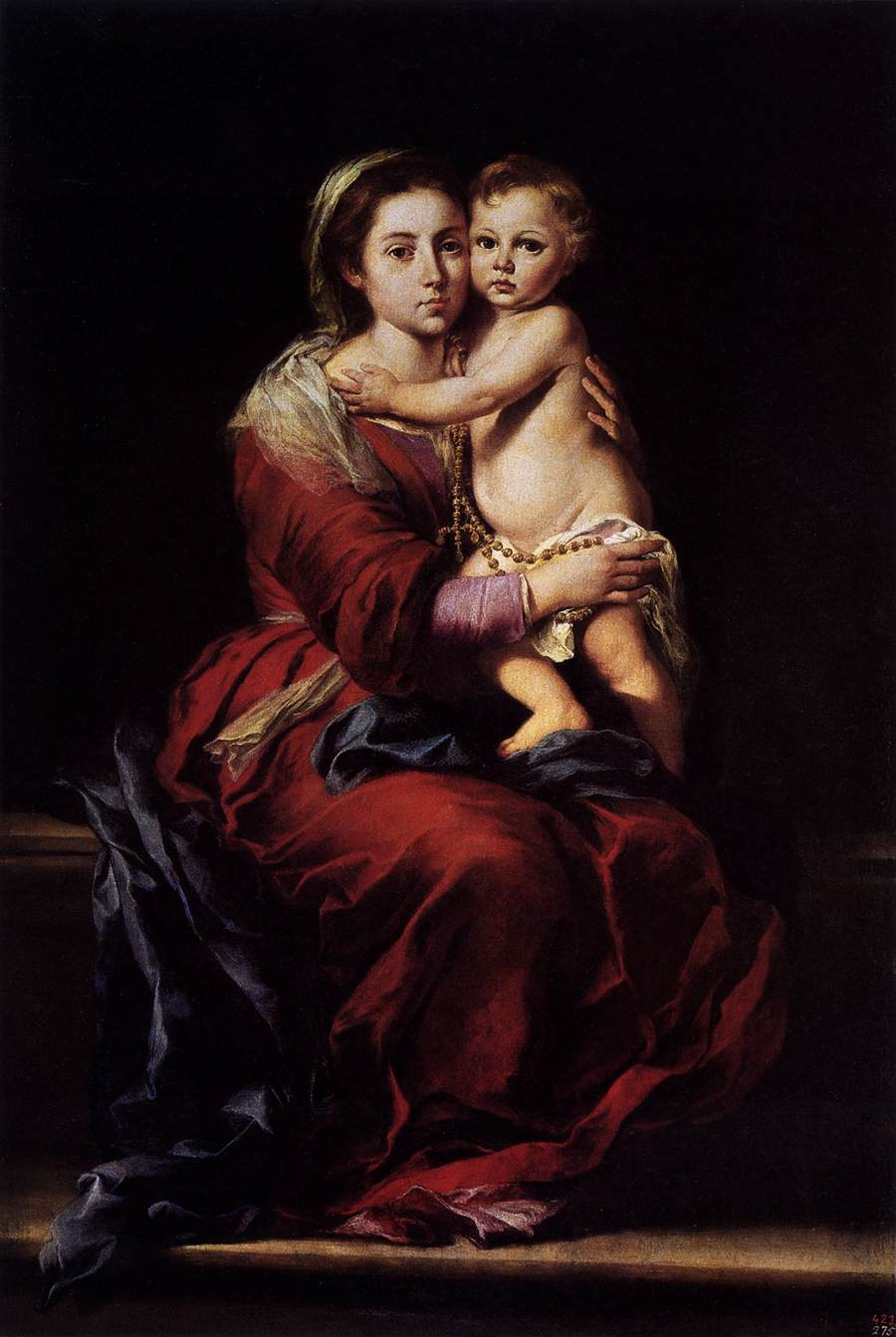
Nuestra Señora del Rosario, Murillo

Al recibir su primer destino como sacerdote recién ordenado en 1941, el padre Peyton fue asignado como capellán de una escuela gestionada por la Congregación de Santa Cruz en Albany (Nueva York). Como capellán de la escuela en Nueva York, el padre Peyton llevaba una vida modesta y en su celda del dormitorio había una pequeña cama, una mesa de estudio y un cuadro de la Virgen con el Niño del pintor español Bartolomé Esteban Murillo. Peyton se sintió atraído por el cuadro, que serviría como imagen principal de la Virgen María para la totalidad de sus esfuerzos de la Cruzada del Rosario Familiar. El cuadro de Murillo se utilizó por primera vez como portada de un panfleto llamado La historia del Rosario.
El padre Peyton descubrió su misión en 1942 mientras leía sobre la Batalla de Lepanto en 1571. Los soldados de Lepanto, sin esperanza de ganar la guerra contra los moros, se arrodillaron y rezaron el rosario antes de una batalla que se percibía perdida. Los moros fueron derrotados y rechazados. Este incidente, atribuido a la intercesión de la Virgen, serviría de base preliminar para establecer la cruzada de oración.
Peyton comenzó a escribir a obispos, sacerdotes y organizaciones de laicos católicos sobre la importancia de que las familias rezaran el rosario. Con la ayuda de las Hermanas de la Santa Cruz de Albany y de un amigo, el padre Francis Woods, Peyton comenzó sus llamamientos para promover el rezo del rosario en todas las familias.

## Evangelización a través de los medios de comunicación

### Radio
En octubre de 1943, para llegar a un público más amplio, Peyton dispuso quince minutos de emisión para que las familias rezaran el rosario en una emisora local de Albany, WABY. En 1945, la Mutual Broadcasting System, la mayor red de radio de los Estados Unidos en aquella época, puso a disposición una media hora para transmitir el rosario. Esto fue calificado por el padre Peyton como "la oportunidad de su vida". El propietario de la Mutual, Ed Kobak, estableció ciertos requisitos para que el padre Peyton pudiera realizar su emisión:
- Invitar a la familia más famosa, querida y venerada a rezar el rosario;
- Pedir a las estrellas más famosas de Hollywood que se unan a ellos;
- Hacer hablar a las personas más influyentes de la Iglesia estadounidense; y
- Elegir el día más apropiado para que la mayoría de los estadounidenses escuchen con entusiasmo una transmisión religiosa.

El 13 de mayo de 1945, Día de la Madre, el programa de Peyton debutó en la radio nacional en Mutual Broadcasting System desde sus estudios en Broadway. La emisión radiofónica contó con la participación de la familia Sullivan de Iowa, que había perdido a cinco hijos en la Segunda Guerra Mundial, para dirigir el rezo del Rosario, seguido de un apoyo en directo del cantor Bing Crosby, remendado desde la emisora de radio de Mutual en Los Ángeles.
Peyton promocionó su misión enviando cartas y distribuyendo gratuitamente rosarios y folletos de oración. Siguió promoviendo la misión utilizando la radio, pero los ejecutivos de la cadena en Mutual querían emitir programas del padre Peyton con algo más que el rezo del rosario. El ejemplo dado por Bing Crosby podría repetirse con otras estrellas de Hollywood, que harían un llamamiento a las familias para que rezaran el rosario. El padre Peyton viajó a Los Ángeles para reclutar estrellas que se ofrecieran como voluntarias para ayudar a promover su causa. En su primer viaje a California, la actriz Jane Wyatt le serviría de contacto para otras celebridades; se convierten en amigos de por vida.

### Teatro Familiar
Con la ayuda de personalidades de Hollywood, Peyton comenzó a producir desde Hollywood radionovelas orientadas a los valores familiares para la Mutual bajo el nombre de "Teatro Familiar del Aire". La primera emisión se realizó el 13 de febrero de 1947, con los artistas invitados Loretta Young, James Stewart (que no era católico) y Don Ameche.
Otros que también prestaron su talento fueron: Pat O'Brien, Grace Kelly, James Cagney, Bob Hope, Irene Dunne, Gregory Peck, Lucille Ball, Henry Fonda, Rosalind Russell, Jack Benny, Raymond Burr, Barbara Stanwyck, Margaret O'Brien, Helen Hayes, Natalie Wood, Maureen O'Hara, Jane Wyatt, Ronald Reagan, William Shatner, James Dean y Shirley Temple.
Los programas de radio de Family Theater continuaron emitiéndose hasta 1969. El programa dio lugar a la creación de Family Theater Productions, que abrió oficinas en Hollywood con la misión de desarrollar películas, radio, programas de televisión y vallas publicitarias con valores familiares cristianos.

### Publicidad exterior

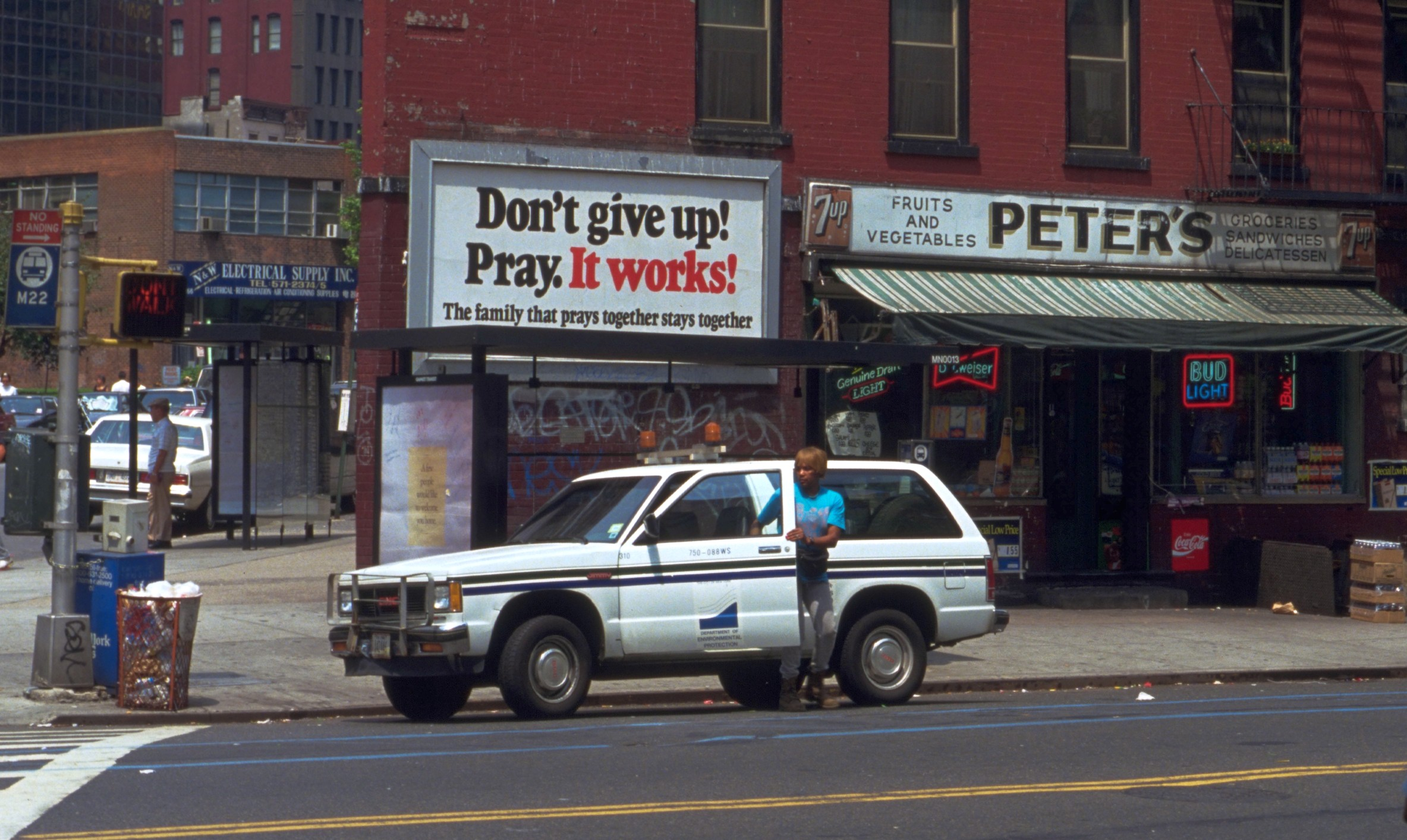
Cartel publicitario de 1991 en Manhattan, NY

Un joven ejecutivo de publicidad y redactor publicitario, Al Scalpone, donó sus servicios a Family Theater en 1947 y escribió el ahora famoso eslogan "La familia que reza unida permanece unida", así como "Un mundo en oración es un mundo en paz" para la serie radiofónica. Se convirtieron en los lemas del padre Peyton y su organización. Scalpone, que llegó a ser vicepresidente de CBS-TV, fue voluntario de Family Theater Productions durante 40 años.
En 1947, un representante de una empresa de publicidad exterior de Los Ángeles quedó prendado del eslogan "La familia que reza unida permanece unida", que escuchó en la serie radiofónica Family Theater. La empresa se ofreció a poner el eslogan en las vallas publicitarias vacías como servicio público. La idea caló en otras empresas de publicidad. A lo largo de los años, los mensajes incluían "¿Problemas? ¡Intenta rezar!", "¡No te rindas! Reza. Funciona", "Dios hace visitas a domicilio" y "Dios escucha", cada uno de ellos seguido de "La familia que reza unida permanece unida".
Estos mensajes han aparecido en más de 100 000 vallas publicitarias en todo el país, por cortesía de asociaciones y empresas de publicidad exterior, y han sido vistos más de 400 millones de veces, según las estimaciones de las asociaciones de publicidad exterior. La campaña continúa hoy con tres nuevos carteles contemporáneos diseñados en 2001, que han recibido un número récord de pedidos de empresas de vallas publicitarias.

## Marchas del rosario

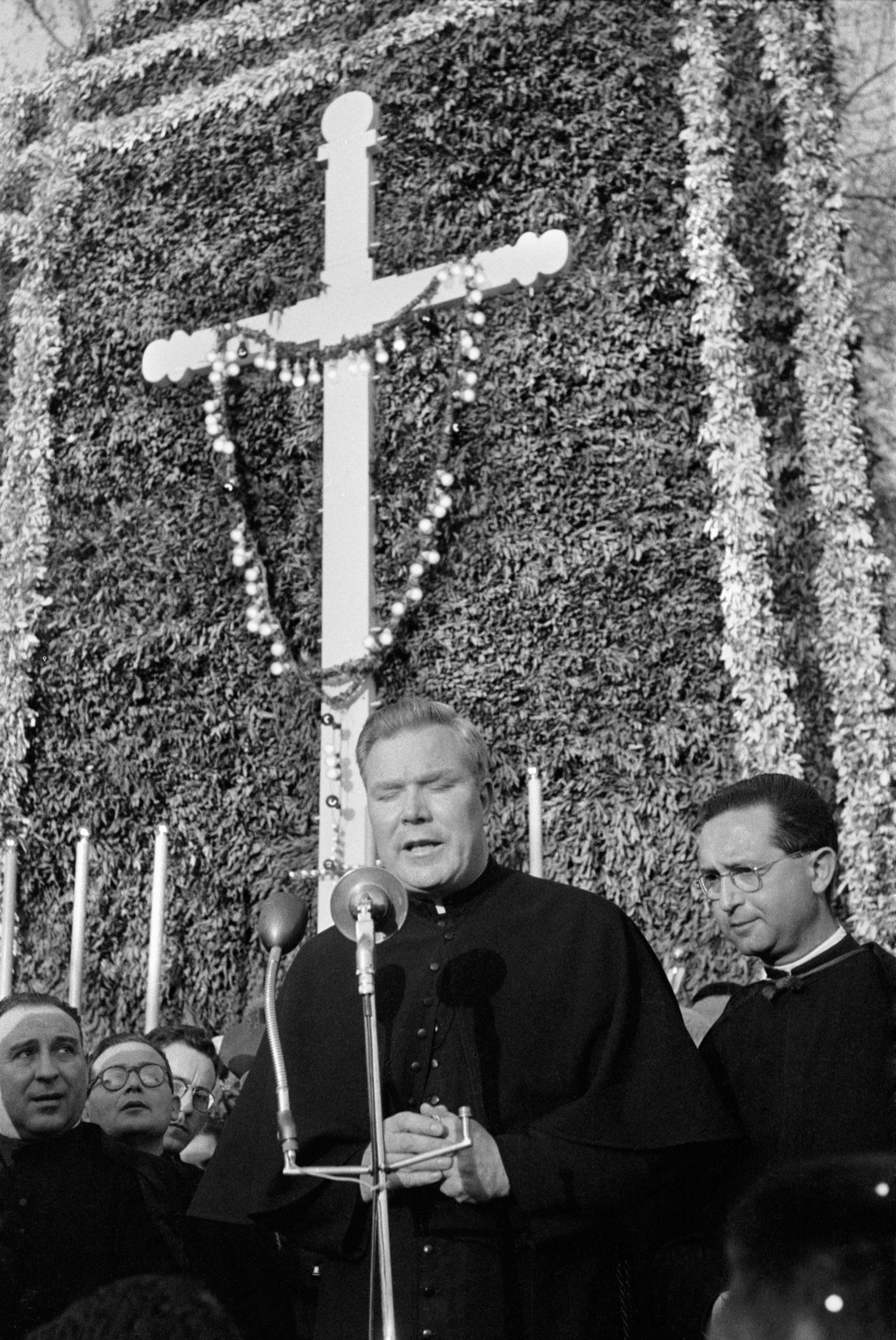
Patrick Peyton se dirige a los fieles durante la Cruzada del Rosario en Familia celebrada en febrero de 1953 en Málaga (España).

En 1947, la diócesis de London, Ontario, fue pionera en las cruzadas diocesanas. La Cruzada Familiar Diocesana del Rosario se inició en Canadá con la recogida de promesas de las familias para comprometerse a rezar diariamente el rosario como unidad familiar. La primera concentración del rosario a gran escala tuvo lugar en Saskatchewan, Canadá, en el Santuario de Nuestra Señora del Monte Carmelo, entonces bajo la autoridad de los benedictinos de la Abadía de San Pedro, y con la participación de los obispos de Saskatchewan, donde 12 000 personas asistieron a la manifestación el 26 de septiembre de 1948.
En Manila, en Filipinas, un millón de personas se reunieron para rezar el rosario. También hubo grandes concentraciones en Bogotá, Bombay, Johannesburgo, Madrid, Nueva York,  San Francisco y Nairobi. A partir de 1959, las actividades de Peyton en América Latina fueron subvencionadas en parte por la CIA, que las consideraba un eficaz contrapeso al comunismo. La financiación continuó hasta que el Vaticano se dio cuenta y ordenó a Peyton que dejara de aceptar el dinero.
En 1987, el Papa Juan Pablo II dijo: "Que el Rosario vuelva a ser la oración habitual de... la familia cristiana". Aunque no hay concentraciones del rosario a la escala que tuvo el Padre Peyton en vida, grupos de todo el mundo realizan concentraciones del rosario más pequeñas.[cita requerida]

## Ministerios de la Familia de la Santa Cruz
Tras la muerte del padre Peyton en 1992, la Congregación de la Santa Cruz reorganizó todas las unidades componentes fundadas por la Cruzada del Rosario en Familia bajo un ministerio paraguas, Ministerios de la Familia de la Santa Cruz, que sigue comprometido con la causa original del padre Peyton, para promover y apoyar el bienestar espiritual de la familia. 
- Family Rosary y Family Rosary International fomentan la oración en familia, especialmente el rosario.
- Family Theater Productions dirige sus esfuerzos a la evangelización de la cultura utilizando los medios de comunicación para entretener, inspirar y educar a las familias.
- El Instituto de la Familia Padre Peyton se centra en la investigación y la educación en el ministerio de la vida familiar y la relación de la espiritualidad con la familia.

Holy Cross Family Ministries tiene su sede en  Easton, Massachusetts.